# 近藤勝也
近藤 勝也（こんどう かつや、1963年6月2日 - ）は、日本のアニメーター、キャラクターデザイナー、イラストレーター、漫画家。愛媛県新居浜市出身。長野県在住。
スタジオあんなぷる、スタジオジブリを経て現在はフリー。

## 人物
圧倒的な画力、魅力的な表情、生き生きとしたキャラクターたちの動きでスタジオジブリ作品の輝きを支えるアニメーターの1人。劇場アニメーションを中心に様々な作品に参加し、特にジブリ作品では中心スタッフとして長年活躍。
2Dアニメーションがメインだが、2014年の『山賊の娘ローニャ』ではセルルックの3DCG、2020年の『アーヤと魔女』ではフル3DCGのキャラクターデザインに挑戦している。
上品さと色気を感じさせる魅力的な人物描写に定評があり、アニメーションだけでなくCMやゲーム作品などのキャラクターデザインや設定等も手掛ける。そのほか、漫画を連載したり、小説のカバーイラストや挿絵、広告用イラストを描いたりと、多岐に渡る多彩な仕事を行っている。
絵だけではなく、作画監督を務めた『崖の上のポニョ』では主題歌の作詞も担当した。また、ポニョのキャラクターは近藤の長女がモデルになっている。
最初、安彦良和を好きになり、続いて宮崎駿や大塚康生のファンになって2人が在籍したテレコム・アニメーションフィルムに入ろうとした。
生まれ故郷の新居浜市のふるさと観光大使を務めている。

## 来歴
愛媛県立新居浜南高校卒業後、テレコム・アニメーションフィルムの入社試験を受ける。しかし、二次審査で落とされて不採用となり、上京して東京デザイナー学院に入学。
1982年、東京デザイナー学院を中退して出崎統と杉野昭夫が率いるスタジオあんなぷるへ入社する。大塚伸治に指導を受けて、テレビアニメ『キャッツ♥アイ』で原画を担当。『マイティ・オーボッツ』で初のキャラクターデザインを担当。
1985年、スタジオジブリの映画『天空の城ラピュタ』に参加するため、スタジオあんなぷるを退社してフリーとなる。
1989年、映画『魔女の宅急便』で初の作画監督とジブリでは初めてとなるキャラクターデザインを任される。
1990年、スタジオジブリの会社化にともない、社員として入社する。同年、酒見賢一の小説『後宮小説』をスタジオぴえろがアニメ化し、日本テレビで放送された『雲のように風のように』でキャラクターデザインと作画監督を務める。
1991年頃、スタジオジブリで酒見賢一の小説『墨攻』を押井守の監督によりアニメ化する話が持ち上がり、近藤がそのイメージボードを制作したが、企画は実現しなかった。
1992年、スタジオジブリを退社してフリーとなる
1993年、日本テレビで放送された『海がきこえる』で2度目のキャラクターデザインと作画監督を務める。
2004年、『海がきこえる』で組んだ監督の望月智充と美術の田中直哉と共に、NHK『みんなのうた』「カゼノトオリミチ」のアニメーション制作を亜細亜堂で手がけた。
2007年、NHKで放送された『電脳コイル』で約14年ぶりにテレビアニメの制作に参加する。
2008年、映画『崖の上のポニョ』の作画監督を務めたほか、主題歌の作詞も手がける。
2011年、映画『コクリコ坂から』でキャラクターデザインを担当。
2012年7〜8月、愛媛県の新居浜市立郷土美術館で「ジブリの動画家 近藤勝也展」を開催。
2018年7〜9月、愛媛県新居浜市のあかがねミュージアムで「ジブリの動画家 近藤勝也展」を開催。同年7月、新潟市中央区の新潟県立万代島美術館で、出身地の愛媛県以外では初めてという「ジブリの動画家 近藤勝也展」を開催。
2022年11月12日17時よりディズニー公式動画配信サービスDisney+にて配信開始されたスタジオジブリとルーカスフィルムのコラボショートムービー『禅 グローグーとマックロクロスケ』の監督を担当。

## 参加作品

### テレビアニメ
1982年
- スペースコブラ（1982年 - 1983年、動画）

1983年
- キャッツ♥アイ（1983年 - 1985年、原画） - 第4, 8, 11, 15, 34話

1984年
- マイティ・オーボッツ（キャラクターデザイン・原画）

1986年
- めぞん一刻（1986年 - 1988年、原画） - 第39話

1990年
- 雲のように風のように（キャラクターデザイン・作画監督）
- 魔法少女レインボーブライト（原画）

1993年
- 海がきこえる（キャラクター設計・作画監督）

2007年
- 電脳コイル（原画） - 第1, 7話

2014年
- 山賊の娘ローニャ（キャラクターデザイン）

2020年
- アーヤと魔女（キャラクターデザイン）

### 劇場アニメ
1983年
- ゴルゴ13（動画）

1986年
- アモン・サーガ（原画）
- 天空の城ラピュタ（原画）

1987年
- 王立宇宙軍 オネアミスの翼（原画）

1988年
- となりのトトロ（原画）

1989年
- 魔女の宅急便（キャラクターデザイン・作画監督）

1991年
- おもひでぽろぽろ（作画監督） - 屋台シーン

1992年
- 紅の豚（原画）

1994年
- 平成狸合戦ぽんぽこ（原画）

1997年
- もののけ姫（原画）

1999年
- ホーホケキョ となりの山田くん（原画）

2000年
- The AURORA 海のオーロラ（キャラクター設定）

2004年
- ハウルの動く城（原画） - 空中散歩シーン他

2008年
- 崖の上のポニョ（作画監督・主題歌「崖の上のポニョ」作詞）

2010年
- 借りぐらしのアリエッティ（原画）

2011年
- コクリコ坂から（キャラクターデザイン・レイアウトチェック・総作画監督）

2013年
- 風立ちぬ（原画）

2014年
- 思い出のマーニー（原画）

2023年
- 君たちはどう生きるか（原画）

2026年
- パリに咲くエトワール（キャラクター原案）

### ショートフィルム
2006年
- やどさがし（演出アニメーター）

2007年
- ちゅうずもう（作画監督補）

2008年
- 「太鼓の達人」15周年記念ショートアニメーション（構成・作画）

### OVA
1987年
- トワイライトQ 迷宮物件 FILE538（キャラクターデザイン・原画）
- デビルマン 誕生編（原画）

1990年
- デビルマン 妖鳥死麗濡編（原画）

2002年
- ヨコハマ買い出し紀行-Quiet Country Cafe- （2002年 - 2003年、原画）

### Webアニメ
2016年
- となりのおにぎり君（構成・作画） - 第1、2、3話

2022年
- 禅 グローグーとマックロクロスケ（監督）

### テレビ番組
2004年
- みんなのうた「カゼノトオリミチ」（歌：堀下さゆり、一人原画）

2023年
- NHK総合テレビジョン「ふたりのディスタンス」#5　ピース 綾部祐二× 又吉直樹（イラスト）

### ゲーム
1998年
- 玉繭物語（キャラクターデザイン・美術監督）

1999年
- 玉繭物語2 〜滅びの蟲〜（キャラクターデザイン・美術監督）

2010年
- 二ノ国 漆黒の魔導士（原画）

### CM
1999年
- リョービ「くらしごこち家族」（イメージキャラクターデザイン）

2010年
- 日清製粉グループ 百十周年企業広告「ただいまの歌 篇」（原画）

2012年
- 日清製粉グループ 百十周年企業広告「コニャラの歌 篇」」（原画）

2015年
- 日清製粉グループ 百十周年企業広告「おなかすいたねの歌 篇」（原画）

2016年
- 丸紅新電力×スタジオジブリ「鳥獣戯画 出会い篇」（作画・構成・一人原画）
- 丸紅新電力×スタジオジブリ「鳥獣戯画 つれあい篇」（作画・構成・一人原画）
- 丸紅新電力×スタジオジブリ「鳥獣戯画 そして旅はつづく篇」（作画・構成・一人原画）

## 出版物

### 漫画
- 酒見賢一 (原作)、近藤勝也 (画)『D'arc ジャンヌ・ダルク伝』（アニメージュにおいて1994年8月号から1995年8月号まで連載されたのち中断。未完）
  - 1巻（アニメージュコミックスワイド判、1995年8月1日発売）ISBN 978-4-19-770037-0
  - 2巻（アニメージュコミックスワイド判、1996年8月1日発売）ISBN 978-4-19-770048-6

### 画集・絵コンテ集
- 宮﨑駿（詩）、近藤勝也・大塚伸治・近藤喜文（絵）『元気になれそう―映画「魔女の宅急便」より』（徳間書店、1989年7月1日発売）ISBN 978-4-19-363994-0
- 氷室冴子&近藤勝也 (共著)『僕が好きなひとへ―海がきこえるより』（徳間書店、1993年5月1日発売）ISBN 978-4-19-555171-4
- 『スタジオジブリ絵コンテ全集 8 海がきこえる』（徳間書店、2001年10月31日発売）ISBN 978-4-19-861438-6
- 近藤勝也『近藤勝也ArtWorks玉繭物語&玉繭物語2』（DNA media books、2002年3月1日発売）ISBN 978-4-75-801006-1

### 挿絵・イラスト
- 近藤勝也「いつもそばにあるもの」（イラスト、講談社モーニングに掲載）
- 氷室冴子『海がきこえる』（カバーイラスト、挿絵）
  - 単行本（徳間書店、1993年2月1日発売）ISBN 978-4-19-125064-2
  - 文庫（徳間文庫、1999年6月1日発売）ISBN 978-4-19-891130-0
  - 文庫〈新装版〉（徳間文庫、2022年7月8日発売）ISBN 978-4-19-894759-0
- 氷室冴子『海がきこえるII アイがあるから』（カバーイラスト、挿絵）
  - 単行本（徳間書店、1995年4月1日発売）ISBN 978-4-19-860287-1
  - 文庫（徳間文庫、1999年6月1日発売）ISBN 978-4-19-891131-7
- 保坂展人『いじめの光景』（初版）（カバーイラスト、集英社文庫、1994年1月20日発売）ISBN 978-4-08-748124-2
- 保坂展人『続・いじめの光景 こころの暴力と戦う!』（初版）（カバーイラスト、集英社文庫、1995年10月20日発売）ISBN 978-4-08-748401-4
- 酒見賢一『聖母の部隊』（トクマ・ノベルズ版）（カバーイラスト、徳間書店、1996年3月1日発売）ISBN 978-4-19-850302-4
- 川端康成 『伊豆の踊子』（角川文庫新装版）（カバーイラスト、KADOKAWA）ISBN 978-4-04-105702-5
- 壺井栄 『二十四の瞳』（角川文庫新装版）（カバーイラスト、KADOKAWA、2007年6月23日発売）ISBN 978-4-04-111311-0
- 灰谷健次郎 『兎の眼』（角川つばさ文庫版）（カバーイラスト、KADOKAWA、2013年6月15日発売）ISBN 978-4-04-631319-5
- 朝井リョウ『世界地図の下書き』（カバーイラスト）
  - 単行本（集英社、2013年7月5日発売）ISBN 978-4-08-771520-0
  - 文庫（集英社文庫、2016年6月23日発売）ISBN 978-4-08-745452-9
- 藻谷浩介、NHK広島取材班『里山資本主義 日本経済は「安心の原理」で動く』（カバーイラスト[注 10]、KADOKAWA、2013年7月10日発売）ISBN 978-4-04-110512-2
- 浅田次郎『鉄道員（ぽっぽや）』（集英社みらい文庫版）（カバーイラスト、集英社、2013年12月5日発売）ISBN 978-4-08-321189-8
- 今西祐行『一つの花 ヒロシマの歌』（集英社みらい文庫版）（カバーイラスト、集英社、2015年7月3日発売）ISBN 978-4-08-321274-1
- 長尾誠夫『子規と漱石のプレイボール』（カバーイラスト、ぴあ、2014年3月12日発売）ISBN 978-4-83-561845-6
- 酒見賢一『墨攻』（文春文庫版）（カバーイラスト、文藝春秋社、2014年4月10日発売）ISBN 978-4-16-790071-7
- 戦後70年特別企画前進座公演「南の島に雪が降る」（パンフレット表紙、2015年）
- 山本博文 (監修)『角川まんが学習シリーズ 日本の歴史 15 戦争、そして現代へ 昭和時代〜平成』（カバーイラスト、KADOKAWA、2015年6月30日発売）ISBN 978-4-04-101508-7
- 羽田正 (監修)『角川まんが学習シリーズ 世界の歴史』 全20巻+別巻1冊（カバーイラスト、KADOKAWA、2021年 - 2022年）
- 神奈川土建一般労働組合ポスター（2021年） - イメージキャラクター『かな』のデザインもした[22]。

## 展覧会
2012年7月20日 - 8月26日、新居浜市制75周年記念事業として、新居浜市立郷土美術館にて特別企画展「ジブリの動画家 近藤勝也展」が開催された。展覧会では、幼少期の作品からスタジオジブリ最新作『コクリコ坂から』までの背景画、セル画、絵コンテ、タイムシートなど、日本初公開作品も含む200点以上の作品が展示された。近藤が新居浜市出身であり、また同市のふるさと観光大使を務めていることから実現したものである。開催初日にはオープニングセレモニーが行われ、近藤本人も出席した。